# Хастур
Гастур, також Хастур (англ. Hastur — один з них, той хто не розкриває імені. Іноді Assatur, Hasthur, H'aaztre) — божество міфів Ктулгу. Вперше згадується в оповіданні «Haïta the Shepherd» (1893) Амброуза Бірса.

## У творчості Амброза Бірса
Вперше божество на ім'я Гастур згадується в оповіданні американського письменника Амброуза Бірса «Пастух Гаїта». Там він постає як досить доброзичлива сутність, а будь-яких докладних описів його зовнішності не дається. Бірс також не розкривав докладно функцій Гастура, обмежившися його згадкою.

## У творчості Роберта Чемберса

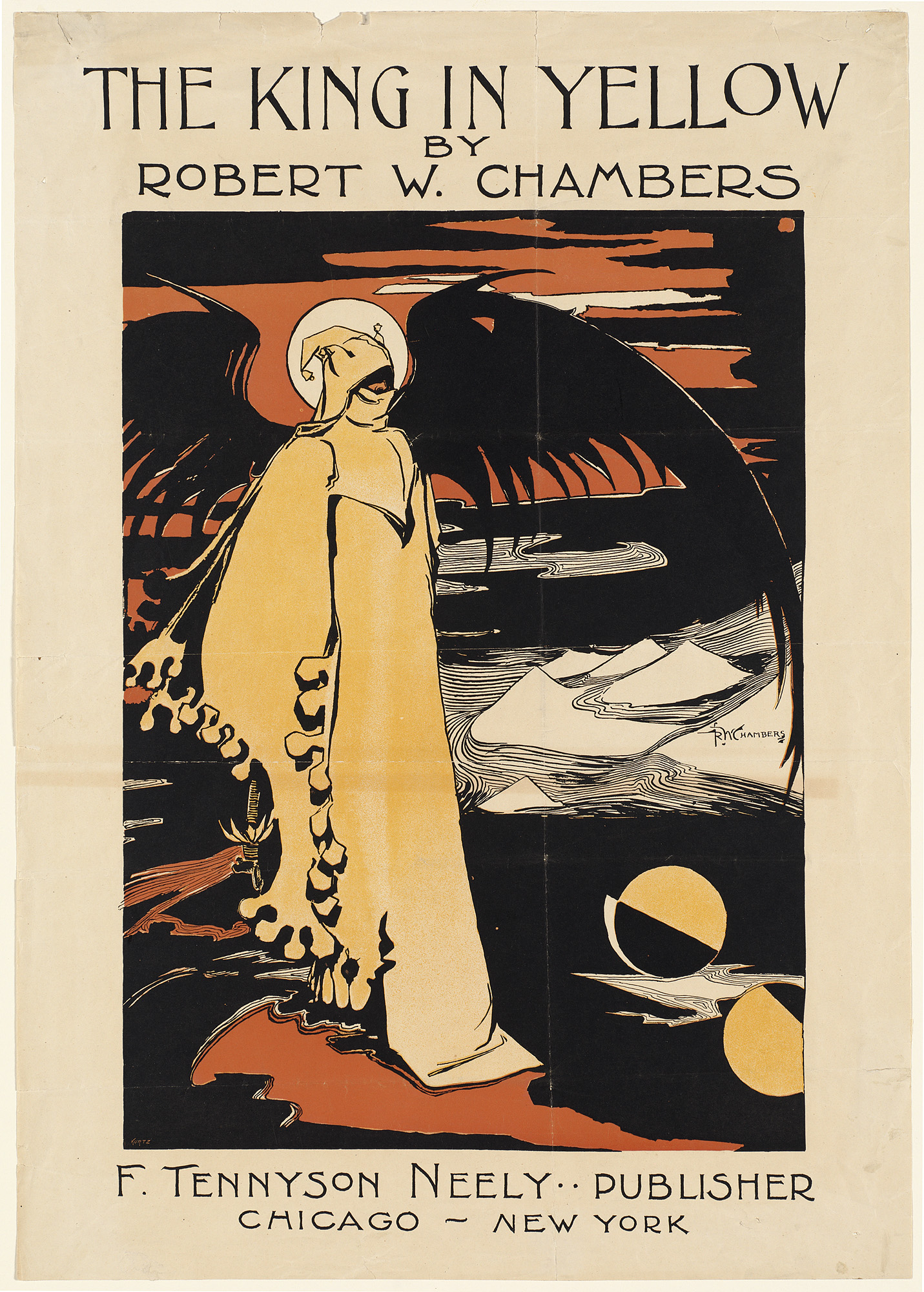
«Король у жовтому» Роберта В. Чемберса, видання 1895 року

Англійський письменник Роберт Чемберс запозичив ім'я «Гастур» із оповідання Бірса і використовував його в своїй розповіді «Жовтий знак». Він також не приводив ніяких описів Гастура. Фактично, єдина згадка цього божества в творчості Чемберса — епізод, у якому герої оповідання, прочитавши п'єсу «Король у жовтому», що зводить з розуму будь-якого, хто насмілиться відкрити її, перед смертю «розмовляють про Гастура й Каркозу». При цьому навіть не ясно, чи слід використовувати слово «Гастур» як ім'я чи як топонім.

## У творчості Говарда Лавкрафта
Говард Лавкрафт, прочитавши «Жовтий знак» Чемберса в 1927 році, високо оцінив розповідь і вирішив поєднати використану британським письменником символіку зі своїми міфами Ктулгу. В результаті він створив «класичний» образ Гастура як одного з Древніх Богів, в образі чорного вихору і здатного викрадати душу і розум того, хто побачить його. Ймовірно, єдиний твір Лавкрафта, в якому Гастур діє безпосередньо — це оповідання «Той, Хто Чаїться у Темряві», де, крім того, згадується про культ його послідовників і певний їхній священний предмет — «Сяючий Трапецоедрон», здатний викликати Гастура. Також ім'я цього божества зустрічається в оповіданні «Шепіт з темряви», де знову йдеться про існування культу його шанувальників і побіжно згадується «Жовтий Знак» з однойменного оповідання Чемберса. Лавкрафт не описує детально роль Гастура в винайденому ним пантеоні.

## У творчості Августа Дерлета
Август Дерлет, послідовник Лавкрафта, після його смерті спробував доопрацювати концепцію міфів Ктулху, трохи спростивши її. У його інтерпретації Гастур став братом і суперником Ктулгу, який перебуває з ним у стані вічної космічної війни. Дерлет скомпілював образи, використані Лавкрафтом і Чемберсом; таким чином, чорний вихор став основним втіленням Гастура, а Король у жовтому — антропоморфна істота чоловічої статі, одягнена в жовту мантію, що приховує своє обличчя під маскою, — «малим» втіленням. Дерлет також розглядав верховного жерця храму в Лензі, згаданому в повісті Лавкрафта «У пошуках незвіданого Кадату», як утілення Гастура (ймовірно, через деяких паралелі з образом Короля в жовтому). Попри такий довгий і послідовний розвиток образу, Гастур залишається одним з найменш прописаних персонажів міфології Ктулху.

## У творчості інших письменників
- Меріон З. Бредлі, однак без зв'язку з «міфами Ктулху».
- Персонаж із таким ім'ям також діє в романі Террі Пратчетта і Ніла Геймана «Добрі передвісники».
- В оповіданні Стівена Кінга «Бабуся» хлопчик намагався заспокоїти ожилу відьму ім'ям її духовного батька, якого звали Гастура. Так само збожеволіла за життя бабуся кричала заклинання "Гіаші! Гіаші! Гастура-дегріон-Йос-сов-ів! "

## У музиці
- Американська група Xasthur, блек-метал, названа на честь Гастура.

## У кінематографі
- Образ Гастура, в лавкрафтівському варіанті Чорного вихору, у вигляді стилізованої темної спіралі, а також видіння одного з головних персонажів;
- Згадка його, як Короля в жовтому; згадка Каркози; їхній культ, ритуали і обряди, ймовірно, як елемент Сантерії — одні з ключових елементів у сюжеті першого сезону серіалу «Справжній детектив». При цьому саме ім'я Гастур не називається.

## В іграх
- У відеогрі «Magicka» фінальним босом є демон Ассатур, що носить жовту мантію.
- У настільній грі «Жах Аркгему» Гастур виступає як один із босів. В тому числі, йому присвячено окремий додаток «Король у жовтому».